# Egoismus
Egoismus (z lat. ego, já) je moderní označení pro sobectví, obvykle ale s méně pejorativním významem. Znamená (přílišné) sledování vlastního prospěchu a zájmu, případně i na úkor druhých. Takový člověk se nazývá egoista, sobec. Opakem egoismu je altruismus.
Podobný význam má egotismus, který je neutrálnější.

## Egoismus ve filosofii
Slovo egoismus vzniklo koncem 18. století a znamenalo původně tolik, co dnešní solipsismus. Rozšířilo se díky Kantovi, který rozlišil různé významy egoismu, z nich se však ujal pouze význam morální, tj. sobectví. Centrální roli hraje egoismus ve filosofii A. Schopenhauera. Charakterizuje jej zásadou „všechno pro mne a nic pro druhé“ a zároveň tím, že nezná žádné meze. Je to podle něho hlavní motor lidského i zvířecího života, samo jádro individua, proti němuž má morálka prosazovat altruismus. Požadavek altruismu ale odmítl Max Stirner, pro něhož je život ze své podstaty egoistický a nemá žádný důvod, proč by se měl omezovat. Na tento názor navázal i Nietzsche, který sice ostře odmítá „pokoutní egoismus“ pokrytců, nicméně soudí, že „vznešené duše mají nárok na to, aby se jim jiní obětovali.“
Radikálním zastáncem egoismu byl britský matematik a filosof Herbert Spencer, hlavní představitel sociálního darwinismu. Na něho pak navazuje i současná diskuse, například okolo pojmu „sobecký gen“ (Richard Dawkins): čistý altruismus není možný, anebo se ještě spíš vždy jedná o skrytý egoismus.
Tradice britského myšlení od Davida Huma po Adama Smithe, ovlivněná Bernardem Mandevillem, naopak soudila, že člověk prostě tím, že sleduje své vlastní zájmy, zároveň slouží také druhým, jak je to patrné právě v ekonomické směně. Na rozdíl od předchozích totiž přece jen chápala společenskou povahu člověka a tedy nezapomněla, že sobectví není vlastnost, nýbrž vztah, který není možné připisovat jednotlivcům. Pojmy „čistého“ egoismu i altruismu jsou tedy pouhé konstrukce, které nemají smysl. Ve skutečnosti člověk téměř nikdy nemůže přesně oddělit vlastní prospěch a prospěch druhých a sobectví pak znamená buď to, že se příliš soustřeďuje na svůj vlastní úspěch, anebo že jej druhým nepřeje.